# لوري هيرغنهان
لورنس توماس هيرغنهان (15/3/1931-21/7/2019) كان عالم أدب أسترالي.
كان المؤسس والمحرر السابق لمجلة الدراسات الأدبية الأسترالية (1963) ومحرر تاريخ البطريق الأدبي الجديد لأستراليا عام 1988 نشر مؤلفات عن زافير هربرت. كان أستاذاً فخريا بجامعة كوينزلاند.
تم تعيين هيرغنهان لوسام أستراليا في عام 1994 لخدمة المنح الأدبية الأسترالية وللتعليم. انتخب زميلاً للأكاديمية الأسترالية للعلوم الإنسانية في عام 1993.

## روابط خارجية
- Resources for L. T. Hergenhan at المكتبة الوطنية الأسترالية